# L'Éveil de la bête (film, 1921)
Pour les articles homonymes, voir L'Éveil de la bête.
Pour plus de détails, voir Fiche technique et Distribution.
L'Éveil de la bête (Prisoners of Love) est un  film américain réalisé par Arthur Rosson, sorti en 1921.

## Synopsis
Après avoir découvert la double vie de son père, Blanche Davis quitte le domicile familial et, sous une fausse identité, obtient un emploi à San Francisco dans le cabinet d'avocats Blair et Randolph. Elle s'éprend de Randolph, ils vivent bientôt en concubinage. Lorsque le père de Blanche vient à San Francisco avec sa jeune sœur, Randolph tombe amoureux de celle-ci et Blair, qui est amoureux de Blanche, l'emmène sur la côte est. Le père donne un chèque à Randolph pour qu'il arrange ses affaires avec son ancienne maîtresse. Blanche décide, pour le bonheur de sa sœur, de ne pas empêcher son mariage. 

## Fiche technique
- Titre : L'Éveil de la bête
- Titre original : Prisoners of Love
- Réalisation : Arthur Rosson
- Scénario : Catherine Henry
- Photographie : Ernest G. Palmer, Ross Fisher
- Société de production : Betty Compson Productions
- Société de distribution :  Goldwyn Distributing Corp. ;  Films Erka
- Pays de production :  États-Unis
- Langue originale : anglais
- Format : noir et blanc — 35 mm — 1,33:1 — Muet
- Genre : Mélodrame
- Durée : 60 minutes (6 bobines)
- Dates de sortie : 
  - États-Unis : 16 janvier 1921
  - France : 10 février 1922
- Licence : domaine public

## Distribution
- Betty Compson : Blanche Davis
- Ralph Lewis : le père de Blanche
- Claire McDowell : la mère de Blanche
- Clara Horton : la sœur de Blanche
- Emory Johnson : James Randolph
- Kate Toncray : la mère de James
- Roy Stewart : Martin Blair
- Miss DuPont